# 정채경
정채경(丁採炅, 1972년 12월 10일 ~ )은 대한민국의 영화배우이다. 서울특별시 출신이다.

## 학력
- 신일고등학교
- 단국대학교 연극영화학과

## 출연작품

### 드라마
- 1999년 SBS 청춘시트콤 《행진》
- 2000년 SBS 청춘시트콤 《골뱅이》
- 2001년 SBS 청춘시트콤 《오렌지》
- 2008년 수퍼액션 《도시괴담 데자뷰 3 - 좋은 엄마》
- 2012년 SBS 미니시리즈 《시티헌터》

### 영화
- 2003년《하늘정원》- 최오성 친구 역
- 2004년《DMZ, 비무장지대》[2][3]- 리상호 상위 역
- 2005년《여름잠》
- 2006년《굿럭》- 장 역
- 2006년《브레인웨이브》- 연구원 1 역
- 2008년《아기와나》- 경찰 1 역
- 2009년《청담보살》- 승원병원의사 역
- 2011년《하모니카》
- 2011년《위험한 상견례》- 서울 웨이터 역
- 2012년《음치클리닉》- 경찰 역

### 연극
- 2007년《시련》
- 2011년《보이첵》
- 2012년《북어대가리》
- 2012년《당신의 사랑은 안녕하십니까?》- 효섭 역
- 2013년《킬러 오브 나이트》[4]- 킬러에프 역

## 광고
- 2011년 엔진오일 불스원샷

## 참고
1. ↑  “프로필”. 2013년 2월 23일에 확인함.[깨진 링크(과거 내용 찾기)]
2. ↑  “영화 `DMZ, 비무장지대" 출연진”. 《도쿄 연합뉴스》. 2004년 11월 10일. 2013년 2월 23일에 확인함.
3. ↑  한승주기자 (2004년 11월 11일). “어디서 본 듯한 ‘군대의 추억’…‘DMZ비무장지대’”. 《국민일보》. 2013년 2월 23일에 확인함.
4. ↑  김지현기자 (2012년 12월 28일). “'늑대소년' 서동수, 팔방미인 활약…연극 '킬러 오브 나이트' 연출”. 《TV REPORT》. 2013년 2월 23일에 확인함.